# Rossen Scheljaskow

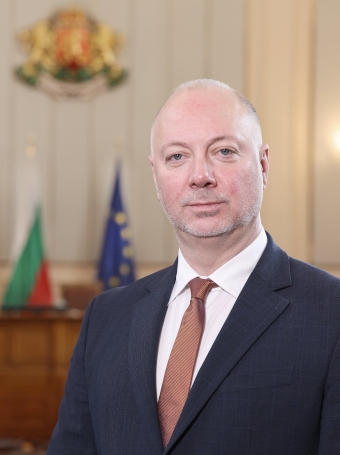
Rossen Scheljaskow (2023)

Rossen Dimitrow Scheljaskow (bulgarisch Росен Димитров Желязков, englisch Rosen Dimitrov Zhelyazkov; * 5. April 1968 in Sofia) ist ein bulgarischer Politiker (GERB). Er ist seit Januar 2025 Ministerpräsident Bulgariens.

## Leben
Scheljaskow schloss ein Studium der Rechtswissenschaft an der Universität Sofia mit dem Master ab. 1994 wurde er Rechtsberater im Stadtbezirk Sredez der Stadtverwaltung von Sofia. 1995 wurde er Rechtsanwalt und spezialisierte sich auf Zivil- und Handelsrecht.

## Politik

### Stadtverwaltung von Sofia
Von 1998 bis 1999 war Scheljaskow stellvertretender Bürgermeister des Stadtbezirks Losenez in Sofia.
2003 wurde er von Bürgermeister Stefan Sofijanski zum Sekretär der Stadtverwaltung von Sofia ernannt. Dieses Amt hatte er auch unter Sofijanskis Nachfolger Bojko Borissow inne.

### Sekretär der bulgarischen Regierung
Scheljaskow trat der von Borissow gegründeten konservativen Partei GERB bei. Als Borissow 2009 erstmals zum bulgarischen Ministerpräsidenten gewählt wurde, ernannte er Scheljaskow zum Sekretär des Ministerrats. Dieses Amt hatte Scheljaskow bis 2013 inne.
2014 wurde Scheljaskow von Borissow in dessen zweiter Amtszeit als Ministerpräsident zu dessen Berater für öffentliche Verwaltung und E-Government ernannt. 2016 wurde er zum Vorsitzenden der neu geschaffenen staatlichen E-Government-Agentur ernannt. 2017 wurde er zum Leiter der Kommission für die Regulierung von Kommunikation ernannt, die für die Aufsicht über die staatlichen Post-, Funk- und elektronischen Dienste zuständig ist.

### Minister
Am 20. September 2018 wurde Scheljaskow Minister für Verkehr, Informationstechnologie und Kommunikation in der Regierung Borissow III. Dieses Amt hatte er bis zum 12. Mai 2021 inne.

### Nationalversammlung
Scheljaskow wurde bei der Parlamentswahl in Bulgarien im April 2021 erstmals in die Nationalversammlung gewählt und gehörte dieser bis Juni 2024 an. Von April 2023 bis April 2024 war er Präsident der Nationalversammlung.

### Ministerpräsident
Nach der Parlamentswahl im Juni 2024 versuchte Scheljaskow erstmals, eine Regierung unter seiner Führung zu bilden. Die Regierung konnte in der Nationalversammlung aber keine Mehrheit erreichen. Anschließend wurde eine Neuwahl angesetzt. Nach der Parlamentswahl im Oktober 2024 bekam er von Präsident Rumen Radew erneut den Regierungsauftrag. Am 16. Januar 2025 wurde Scheljaskow schließlich zum Ministerpräsidenten gewählt. Er bildete die Regierung Scheljaskow. Als das wichtigste Ziel seiner Amtszeit nannte Scheljaskow den Beitritt Bulgariens zur Eurozone.